# Lorenzo Sáez
Lorenzo Oscar Sáez Ceballos (né le 6 juillet 1969 à Marcos Juárez en Argentine) est un joueur de football argentin, qui évoluait en tant qu'attaquant.
Surnommé Torpedo, il est connu pour avoir fini meilleur buteur du championnat du Mexique lors de la saison Invierno 1997.